# Indiegogo
Indiegogo è un sito statunitense di crowdfunding fondato nel gennaio 2008 da Danae Ringelmann, Slava Rubin, e Eric Schell di proprietà di Indiegogo, inc. Ha sede a San Francisco in California. Il sito è disponibile in lingua inglese, tedesca, francese e spagnola.
Il sito funziona su un sistema basato sui premi, il che significa che donatori, investitori o clienti che sono disposti ad aiutare a finanziare un progetto o un prodotto possono donare e ricevere un regalo o anche una partecipazione azionaria nella società. A seguito delle modifiche di alcune norme all'inizio del 2016 effettuate dalla Securities and Exchange Commission, Indiegogo ha stretto una partnership con MicroVentures per offrire campagne basate su azioni a partire da novembre 2016, consentendo agli investitori non accreditati di partecipare con quote azionarie